# Marguerite Lavigne
 Marguerite Lavigne, nascuda Marguerite Bourgogne (Asnières, 30 de maig de 1878 - 8è districte de París, 25 de novembre de 1921) va ser una actriu de teatre i cinema francesa.

## Biografia
Marguerite Lavigne era filla de l'actriu Alice Lavigne, artista del Théâtre du Palais-Royal.
El 1898 va ser contractada al Palais-Royal dirigida per Paul Mussay i Léopold Boyer. Debutà a Chéri !, després en una reposició de Un fil à la patte.
Va actuar als teatres Vaudeville, al Gymnase, al Réjane, al Antoine, al théâtre du Gymnase i al Bouffes-Parisiens.

## Vida privada
Es va casar amb el pintor Jean van Brock.

## Teatre
Al Théâtre du Palais-Royal

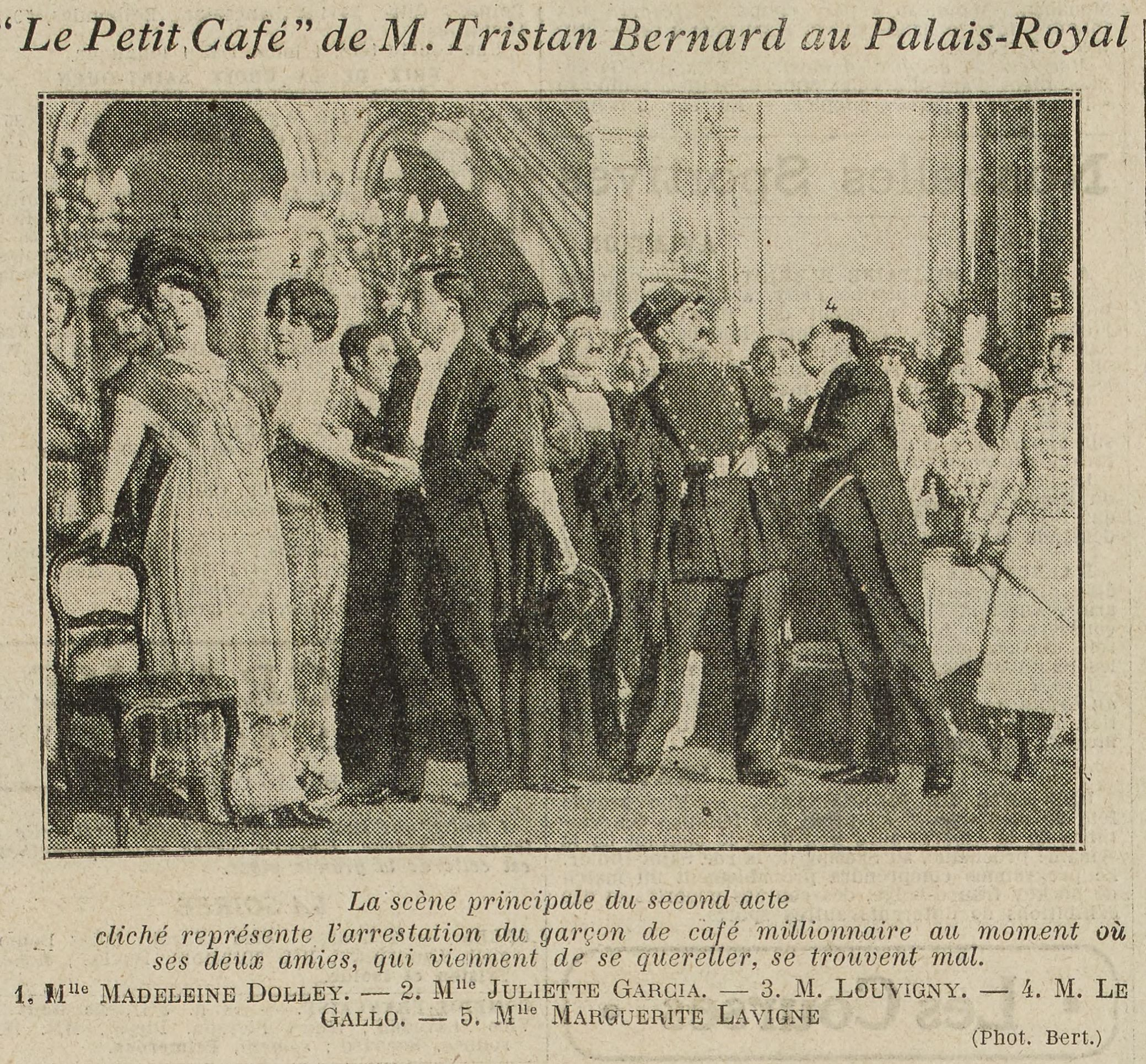
Le Petit Café de Tristan Bernard

- 1898 : Chéri ! de Paul Gavault i Victor de Cottens : Félicie, 13 de desembre[5]
- 1910 : L'Enfant du mystère, vaudeville d'Eugène Joullot et Alévy : Clémence, 22 septembre
- 1911 : Aimé des femmes, vaudeville de Maurice Hennequin i Georges Mitchell : Finette, 2 maig
- 1911 : Le Coup du berger d'Alexandre Bisson i Marc Sonal : Rosalie, 29 juliol
- 1911 : Le Petit Café de Tristan Bernard : Edwige, 12 octubre[6]
- 1913 : Les Deux Canards de Tristan Bernard i Alfred Capus : Amélie Flache, 3 desembre[7]

Al Théâtre du Vaudeville
- 1900 : La Robe rouge d'Eugène Brieux : Bertha Vagret, 14 març[8]

Al Théâtre du Gymnase
- 1905 : Le Cœur d'Angélique d'Edmond Guiraud[9]

Al Théâtre des Nouveautés
- 1905 : Florette et Patapon, peça en tres actes, de Pierre Véber i Maurice Hennequin, representat per primer cop a París el 20 d’octubre de 1905.[10]

Al Théâtre Réjane
- 1907 : Paris New-York de Francis de Croisset i Emmanuel Arène : Mlle Cochart-Martin, 16 març[11]

Al Théâtre Antoine
- 1907 : L'Homme rouge et la Femme verte de Hugues Delorme i Armand Nunès[12]

Als Bouffes Parisiens
- 1909 : Lysistrata de Maurice Donnay : Lampito, 30 octubre[13]

## Cinema
- 1912 : Pianiste par amour de Georges Denola
- 1912 : Le Chercheur de truffes de Georges Denola
- 1913 : Bout de Zan au bal masqué de Louis Feuillade
- 1913 : Bout de Zan et le Lion de Louis Feuillade
- 1913 : Bout de Zan et le Crocodile de Louis Feuillade
- 1914 : Bout de Zan a la gale de Louis Feuillade